# Miguel N. Lira
Pour les articles homonymes, voir Lira.
Miguel Nicolás Lira, né le 14 octobre 1905 à Tlaxcala (Mexique) et mort dans cette ville le 26 février 1961, est un écrivain, romancier et poète mexicain, aussi éditeur, enseignant et fonctionnaire public du Tlaxcalteca.
Auteur de roman, poésie, théâtre, essai, entre autres écrits, son roman le plus connu, La escondida (La Cachée), a été honoré du prix Lanz Duret en 1947. Avec Alejandro Gómez Arias (es), il a appartenu au mouvement "Generación del 29" qui revendiquait l'autonomie universitaire. Il a fait partie du groupe politique "Los Cachuchas" comprenant aussi l'artiste peintre Frida Kahlo. Il a été membre correspondant de l'Académie mexicaine de la langue en 1955 et moteur des jeunes plumes mexicaines avec Octavio Paz et Efraín Huerta (es). Il est promoteur de la culture tlaxcaltèque et de la culture en général.

## Biographie et œuvre
Miguel Nicolás Lira, fils du docteur Guillermo Lira et de Dolores Álvarez de Lira, naît dans la ville de Tlaxcala le 14 octobre 1905. Il est le cadet de cinq enfants avec Dolores, Guillermo, José et Alfonso. Par la lignée paternelle, Lira appartient à la maison des Maxiscatzin, groupe tlaxcaltèque originel. Son grand-père, Miguel Lira y Ortega (es), a été gouverneur de l'État de Tlaxcala pendant neuf ans et a milité dans le parti libéral de Juárez, qui l'a déclaré benemérito (méritant) de l'État de Tlaxcala en 1868. Son lignage maternel est espagnol. Ce métissage, joint à son amour du Tlaxcala et les années de la révolution mexicaine sont les principaux thèmes qui motiveront beaucoup de ses écrits et lui donneront le sentiment d'être un fier Tlaxcaltèque.
Le 28 avril 1928, Miguel présente avec succès son examen professionnel d'avocat et, le 29 décembre de la même année, après des fiançailles de sept ans, il se marie avec la maîtresse d'école Rebeca Torres Ortega, qui sera plus tard la première femme en occuper la présidence municipale de Tlaxcala.
En 1919, il se déplace à Mexico où il étudie à l'Escuela Nacional Preparatoria (es) (ENP) afin de pouvoir exercer la profession d'avocat. Dans cet environnement, Lira connaît et se pénètre du travail et des idéologies d'illustres personnages comme Ramón López Velarde, Mariano Azuela, Diego Rivera, Francisco León (es) et Enrique Fernández Ledezma. En outre, il devient membre du groupe littéraire préparatoire “Les Cachuchas”. C'est à partir de ce moment que Lira se consacre professionnellement à la poésie en même temps qu'il collabore à des revues littéraires et à l'Universal Ilustrado, sous le pseudonyme de "Maximum Bretal".
Le 28 avril 1928, Miguel présente avec succès sa réception d'avocat et, le 29 décembre 1928, il se marie avec Rebeca Torres Ortega.
Lira appartient à la Generación del 29, dont un des mérites principaux consiste à remporter l'autonomie universitaire. Si Lira n'a pas participé aux mouvements qui se sont déroulés dans la ville de Mexico, il a été porte-parole du mouvement lors de congrès.
Malgré le fait que Lira était un Cachucha et qu'il a signé le deuxième manifeste stridentiste, il n'a jamais été considéré comme faisant partie d'un groupe littéraire et n'a jamais adhéré à certains comme aux Los Contemporáneos (es),, parce qu'il considérait qu'il s'agissait de cercles fermés où l'on empêchait à tout prix l'entrée de nouveaux membres et parce que ceux-ci rendaient difficile de gagner un concours littéraire. Lira a décidé de s'engager uniquement sur ses propres mérites.
En 1932, Lira publie Corrido de Domingo Arenas qui le place définitivement dans le parnasse de la poésie mexicaine. En 1933, il publie Segunda soledad et México-Pregón, qui a été rendu public par la récitatrice argentine Berta Singerman autant en Espagne que dans tout le continent américain. En 1934, paraissent Coloquio de Linda y de Domingo Arenas, en 1935, Tlaxcala ida y vuelta, en 1936, Retablo del niño recién nacido et en 1937, En el aire del olvido. Dans ces livres, il prime le souvenir de l'enfance et de la province.
En 1947, il sort son premier roman, Donde crecen los tepozanes. En 1948, son roman son plus connu, La escondida, remporte le prix Lanz Duret. En 1949, il gagne la Flor Natural aux Juegos Florales de Saltillo avec El corrido de Manuel Acuña. En 1956, il publie son troisième roman, Una mujer en soledad, qui est l'œuvre qui le consacre définitivement comme romancier. Ce roman lui donne droit d'être nommé, le 12 novembre 1955, membre de l'Académie mexicaine de la langue. En 1958, il publie Mientras la muerte llega, un autre roman de la Révolution, qui a aussi comme thème le terroir tlaxcaltèque. À cette époque, Miguel N. Lira édite son magazine Huytlale, véritable bijou littéraire et typographique des lettres tlaxcaltèques.
Le 1er février 1959, après trente ans de service fédéral, arrive le temps de sa retraite, et Lira revient habiter à Tlaxcala. Il est affecté de maux physiques incurables et pratiquement tous ses projets culturels et littéraires entrent en léthargie. Malgré tout, il continue de travailler sur quelques contes et son roman La selva también muere (La forêt meurt aussi), qui reste inachevé, ne comptant que deux chapitres. Il caresse aussi l'idée de réunir nombre de vers inédits dans sa Biografía de Tlaxcala. À la Noël 1960, ses maux s'aggravent et Miguel N. Lira meurt le dimanche 26 février 1961, entouré de sa mère, de son épouse et de sa belle-sœur.

## Œuvre

### Poésie
- Tú.Tlaxcala, Imprenta de Tlaxcala, México, 1925.
- La guayaba. Gobierno de Tlaxcala, México 1927.
- Corrido de Domingo Arenas, 5ª ed., Fábula, México, 1932.
- Segunda soledad. Fábula, México, 1933.
- México-Pregón. Fábula, México, 1933.
- Coloquio de Linda y Domingo Arenas. Fábula, México, 1934.
- Tlaxcala. Ida y vuelta. Talleres Gráficos del Estado, México 1935.
- Retablo del niño recién nacido. Talleres Gráficos del Estado, México, 1936.
- Música para baile. Fábula, México, 1936.
- En el aire de olvido. Fábula, México, 1937.
- Corrido de Alfonso Reyes. Fábula, México, 1938.
- Si con los ojos. Fábula, México, 1938.
- Carta de amor. Fábula, México, 1938.
- Corrido de Eutiquio Rivera. Romance y Corrido. Estudio comparativo de Vicente T. Mendoza, UNAM, México, 1939.
- Corrido del marinerito. Fábula, México, 1941.
- Canción para dormir a Pastillita. SEP, Biblioteca del Chapulín, México, 1943.
- Romance de la noche maya. Fábula, México, 1944.
- Carta de amor y otros poemas, 2ª ed. Nueva Voz, México, 1950.
- Corrido de Manuel Acuña, en Huytlale no. 1, México, 1953.
- En el desvelo de la noche. Poemas, en Huytlale no. 8, México, 1953.
- Corrido de Catarino Maravillas, Corrido de Pancho Villa y Corrido de Marcial Cavazos, en El corrido mexicano. Antología, introducción y notas de Vicente T. Mendoza. FCE, México, 1954.
- Principio y cuna. Poemas, en Huytlale no. 18, México, 1954.
- Soneto a la niña pensativa. Imprenta Cervantes, México, 1956.
- Corrido de amor a Tapachula. Huytlale, México, 1958.
- La ciudad tuya y mía, 1959.
- Corrido que dice: ¡Viva el Obispo Munive! México!, 1959.
- Corrido de Catarino Maravillas. Huytlale, México, 1959.
- Acto de gracias. Imprenta Estrada, México, 1961.
- Carta abierta a la revolución. Estaciones, México, 1961.
- Corrido de Xochitiotzin (inachevé), 1961.

### Théâtre
- Vuelta a la Tierra. Fábula, México, 1940.
- Linda. Fábula, México, 1942.
- El camino y el árbol (inédit), 1942.
- Carlota de México. Fábula, México, 1943.
- El Diablo volvió al infierno. Fábula, México, 1946.
- Julieta y Romeo (inachevé), 1948.
- Tres mujeres y un sueño (inédit), 1955.
- Una vez en la montaña (inédit), 1955.
- Casa de cristal (inédit), 1959.

### Romans
- Donde crecen los tepozanes. EDIAPASA, México, 1948.
- La escondida. Edición y distribución Iberoamericana de Publicaciones, S. A., México, 1948. (Premio “Lanz Duret”, 1947).
- Una mujer en soledad. FCE, México, 1956.
- Mientras la muerte llega. Libro-Mex, México, 1958.
- La selva también muere (inachevé), 1958-61.

### Écrits divers
- Mi caballito blanco. SEP, México, 1943. (Libro de lectura para el 2º año de primaria en colaboración con Antonio Acevedo Escobedo).
- Mis juguetes y yo. SEP, México, 1946. (Libro de lecturas para el 4º año, en colaboración con Valentín Zamora.
- “Cultura para Tlaxcala” (article), Huytlale no. 5. México, 1953.
- “Por qué debe filmarse La Escondida en Tlaxcala” (article), El Sol, México, 27 de agosto de1955.
- “Las golondrinas” (inédit), prose narrative, 1956.
- “Ejemplo y virtud ciudadana” (article), Huytlale, México, 1957.
- “Tlaxcala y Tapachula” (article), Huyltale no. 28. México, 1957.
- Itinerario hasta el Tacaná, prose narrative. Ediciones de Andrea, México, 1958.
- “Notas sobre Domingo Arenas” (article), Huytlale, México, 1958.
- “El chipujo” (conte inédit), 1959.
- “Homenaje a Alfonso Reyes” (article), Huytlale, México, 1959.
- “La virgen y la rosa” (conte inédit), 1959.
- “Yo viajé con Vasconcelos” (article), Huytlale, México, 1959.
- “Detrás del otro vuelo” (conte inédit), 1960.
- “La desnudez en el arte” (article), Vida, 2 de septiembre de 1960.
- “Miguel Guridi y Alcocer: Celebración y homenaje” (article), Huytlale, México, 1960.
- “Miguel Guridi y Alcocer: Su Pueblo” (article), Huytlale, México, 1960.
- Biografía de Tlaxcala (inachevé), prose et vers, 1954-1961.